# Kfar ha-Ro'e
Kfar ha-Ro'e (hebrejsky כְּפַר הָרֹאֶ"ה, doslova ,„Vesnice rabína Kooka“, v oficiálním přepisu do angličtiny Kefar HaRo'e, přepisováno též Kfar HaRo'e) je vesnice typu mošav v Izraeli, v Centrálním distriktu, v Oblastní radě Emek Chefer.

## Geografie
Leží v nadmořské výšce 26 metrů v hustě osídlené a zemědělsky intenzivně využívané pobřežní nížině respektive Šaronské planině. Západním směrem nedaleko od vesnice protéká vodní tok Nachal Alexander.
Obec se nachází 4 kilometry od břehu Středozemního moře, cca 37 kilometrů severoseverovýchodně od centra Tel Avivu, cca 47 kilometrů jihojihozápadně od centra Haify a 5 kilometrů jižně od města Chadera. Kfar ha-Ro'e obývají Židé, přičemž osídlení v tomto regionu je etnicky převážně židovské. Vesnice vytváří společně s okolními obcemi Ge'ulej Tejman, Bejt Chazon, Eljašiv, Chibat Cijon, Cherev le-Et, Ejn ha-Choreš, Giv'at Chajim Ichud, Giv'at Chajim Me'uchad a Chogla téměř souvislou aglomeraci zemědělských osad. Tento urbanistický celek je navíc na severu napojen na město Eljachin.
Kfar ha-Ro'e je na dopravní síť napojen pomocí lokální silnice číslo 581 a místních komunikací v rámci zdejší aglomerace zemědělských vesnic. Na západním okraji obec míjí dálnice číslo 4.

## Dějiny
Kfar ha-Ro'e byl založen v roce 1934. Pojmenován je podle rabína Abrahama Isaaca Kooka (název vesnice je akronymem jeho celého jména ha-Rav Avraham ha-Cohen Kook). Zakladateli vesnice byla skupina nábožensky orientovaných židovských přistěhovalců z Evropy, napojených na hnutí ha-Po'el ha-Mizrachi.
Před rokem 1949 měl Kfar ha-Ro'e rozlohu katastrálního území 1412 dunamů (1,412 kilometru čtverečního).
Místní ekonomika je založena na zemědělství (pěstování citrusů, produkce mléka). Další obyvatelé pracují v sektoru služeb nebo ve školství. Administrativní součástí mošavu je i osada Bejt Chazon zřízená v 50. letech 20. století jižně odtud pro židovské přistěhovalce z USA. Ta ale fakticky působí jako samostatná obec.
V obci funguje známá a historicky významná ješiva. Je napojená na hnutí Bnej Akiva. Vznikla v roce 1940 a pak se stala vzorem pro podobně zakládané ješivy a ulpanot (dívčí ješivy) v celém Izraeli. V těchto institucích se kombinovala náboženská výuka s instruktáží o ideálech sionismu a také s vojenskou přípravou (speciální hesder ješivy). Na vzniku ješivy se podílel Moše Cvi Nerija, pozdější izraelský politik a jeden ze zakladatelů hnutí Bnej Akiva.

## Demografie
Podle údajů z roku 2014 tvořili naprostou většinu obyvatel v Kfar ha-Ro'e Židé (včetně statistické kategorie "ostatní", která zahrnuje nearabské obyvatele židovského původu ale bez formální příslušnosti k židovskému náboženství).
Jde o menší sídlo vesnického typu s dlouhodobě rostoucí populací. K 31. prosinci 2014 zde žilo 1376 lidí. Během roku 2014 populace stoupla o 9,3 %. V uváděném počtu obyvatel jsou ale započítáni i lidí bydlící v sousední osadě Bejt Chazon, která je administrativně považována za součást Kfar ha-Ro'e.
| Rok            | 1948 | 1961 | 1972 | 1983 | 1995 | 2001 | 2003 | 2004 | 2005 | 2006 | 2007 | 2008 | 2009 | 2010 | 2011 | 2012 | 2013 | 2014 |
| -------------- | ---- | ---- | ---- | ---- | ---- | ---- | ---- | ---- | ---- | ---- | ---- | ---- | ---- | ---- | ---- | ---- | ---- | ---- |
| Počet obyvatel | 597  | 880  | 738  | 941  | 1411 | 1420 | 1461 | 1510 | 1500 | 1521 | 1549 | 1579 | 1207 | 1214 | 1343 | 1251 | 1259 | 1376 |